# Miriani Maisuradze
Miriani Maisuradze (gruz. მირიანი მაისურაძე; ur. 7 grudnia 1999) – gruziński zapaśnik startujący w stylu wolnym. Srebrny medalista mistrzostw świata w 2024 i brązowy w 2022.
Brązowy medalista mistrzostw Europy w 2022, 2023, 2024 i 2025. Czwarty w Pucharze Świata w 2022. Trzeci na MŚ U-23 w 2022. Mistrz Europy juniorów w 2019. Mistrz świata kadetów w 2016 roku.